# 瓦努阿圖短額鮃
瓦努阿圖短額鮃為輻鰭魚綱鰈形目鰈亞目鮃科的其中一種，為熱帶海水魚，分布於西太平洋萬那杜海域，棲息深度163-165公尺，體長可達5.6公分，棲息在底層水域，生活習性不明。

## 扩展阅读
維基物種上的相關：瓦努阿圖短額鮃